# Ana Sofía de Zweibrücken-Birkenfeld
Ana Sofía del Palatinado-Zweibrücken-Birkenfeld (Birkenfeld, 2 de abril de 1619-Quedlinburg, 1 de septiembre de 1680) reinó como princesa-abadesa de Quedlinburg y, como tal, es referida como Ana Sofía I.

## Biografía
Ana Sofía nació en Birkenfeld, siendo la hija del conde palatino Jorge Guillermo de Zweibrücken-Birkenfeld, y de su primera esposa, la condesa Dorotea de Solms-Sonnenwalde. La joven condesa palatina siguió una carrera eclesiástica y fue elegida princesa-abadesa de Quedlinburg el 15 de julio de 1645, sucediendo a la princesa-abadesa Dorotea Sofía. Ella sucedió en la abadía-principado durante la guerra de los Treinta Años, que terminó en 1648, y su pequeño territorio sufrió la invasión del ejército sueco. Ana Sofía I a menudo entró en conflicto con el elector Juan Jorge II de Sajonia, y el consejo de la ciudad de Quedlinburg.
A su muerte, la abadía de Quedlinburg fue gobernada por la landgravina Ana Sofía de Hesse-Darmstadt, que reinó como Ana Sofía II.
| Predecesor: Dorotea Sofía | Princesa-abadesa de Quedlinburg 1645-1681 | Sucesor: Ana Sofía II |

- Datos: Q84572
- Multimedia: Anna Sophia I, Abbess of Quedlinburg / Q84572